# Festival Glastonbury
Festival Glastonbury je největší a jeden z nejdůležitějších hudebních festivalů na světě. Hostí proslulé světové hudebníky a kapely, koná se každý rok v anglické vesnici Pilton nedaleko města Glastonbury a to již od roku 1970. Festival Glastonbury se řadí mezi multižánrové festivaly (Rock, Indie rock, Dance, World music, Elektronická hudba, Reggae, Folk), prostor je ponechán i divadlu, tanci a kabaretu.
Vznik festivalu ovlivnila éra hippies, první ročník se konal pod názvem Pilton Festival a navštívilo jej 1500 účastníků. Od té doby se festival vypracoval na jednu z nejdůležitějších hudebních akci léta, vystoupili zde např. Led Zeppelin, Oasis, Coldplay, Paul McCartney, David Bowie, New Order, The Smiths, The Cure, Lou Reed, Beastie Boys, Bruce Springsteen nebo U2. Jedinými českými zástupci na tomto festivalu byli v roce 2007 Gipsy.cz a v roce 2016 Mydy Rabycad.
V roce 2005 se na ploše 3,6 km2 představilo 385 účinkujících, návštěvnost čítala okolo 150 000 lidí. V roce 2007 obsahovala festivalová nabídka přes 700 různých představení na 80 pódiích, návštěvnost vzrostla na 177 000 lidí.
Ačkoli každý rok postihuje festival vlna dešťů až záplav, o lístky bývá enormní zájem. Např. v roce 2007 se 137 000 vstupenek prodalo za neuvěřitelných 90 minut.